# Nikolaj Nikolaevič Suchanov
Nikolaj Nikolaevič Suchanov (in russo Николай Николаевич Суханов?), pseudonimo di Nikolaj Nikolaevič Himmer (Mosca, 27 novembre 1882 – Omsk, 29 giugno 1940), è stato un rivoluzionario, economista e giornalista russo.

## Biografia
Figlio di Nikolaj Himmer, un impiegato delle ferrovie che presto abbandonò la famiglia, nel 1896 fu privato anche della madre, Ekaterina Simon, processata e incarcerata per bigamia. Allevato da parenti, dopo aver compiuto gli studi ginnasiali nel 1901, viaggiò per la Russia interessandosi di problemi economici. Nel 1902 si stabilì a Parigi, dove conobbe Julij Martov, ascoltò alcune conferenze di Lenin e frequentò le lezioni nella Scuola Superiore russa di Scienze sociali. Tornato a Mosca nel 1903, aderì a un'organizzazione socialrivoluzionaria, per cui fu arrestato nel 1904 e condannato a 18 mesi di carcere.
In prigione scrisse Sul nostro programma agrario, in cui, seguendo la tradizione populista, considerò l'obščina un fattore di emancipazione dei contadini. Liberato il 1º novembre 1905 a seguito dell'amnistia seguita alla Rivoluzione, partecipò in dicembre alla fallita insurrezione di Mosca, fuggendo poi in Svizzera. Assunto lo pseudonimo di Suchanov, tornò in Russia e nel 1909 studiò economia all'Università di Mosca ma l'anno dopo fu ancora arrestato e confinato per tre anni nella provincia di Arcangelo. Nel 1913 si stabilì illegalmente a Pietroburgo dove, utilizzando il proprio vero nome, riuscì a impiegarsi nel Ministero dell'Agricoltura.
Collaboratore delle riviste « Russkoe bogatstvo », « Zavety », « Sovremennik », « Letopis' » e poi della « Novaja Žizn' » di Gor'kij, si avvicinò alla socialdemocrazia marxista, riconoscendosi nella corrente menscevica che faceva capo a Martov. In tale veste, si riconobbe nella posizione di condanna della guerra sottoscritta nella conferenza di Zimmerwald. Con l'inizio della Rivoluzione, il 27 febbraio (12 marzo nuovo stile) 1917 fu eletto al Comitato esecutivo del Soviet di Pietrogrado, dove sostenne la posizione della maggioranza socialrivoluzionaria-menscevica favorevole al passaggio del potere politico al Comitato provvisorio della Duma, che pure rappresentava gli interessi della grande borghesia, e a tal fine intavolò trattative con Miljukov.

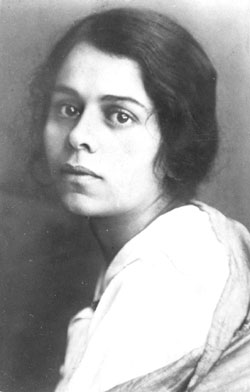
Galina Flakserman

In aprile assistette al ritorno a Pietrogrado di Lenin e ascoltò « l'inaudito discorso » con il quale il leader bolscevico presentò le sue tesi, prospettando il passaggio di tutti i poteri ai soviet. Suchanov le giudicò in contrasto radicale con il socialismo scientifico, una distruzione « di tutti i principi del programma e della tattica socialdemocratica ». D'altra parte, Suchanov rimase deluso dal governo provvisorio, che proseguiva la guerra imperialista e ignorava le istanze della democrazia popolare rappresentata dal soviet. Nemmeno l'ingresso di elementi menscevichi e socialrivoluzionari mutò la politica del governo, mentre nei soviet i bolscevichi, agitando la parola d'ordine della pace e della terra ai contadini, si avviavano a conquistare la maggioranza.
A sua insaputa, nella sua casa di via Karpovka 32/1 la moglie Galina Flakserman, bolscevica, il 10 ottobre (23 ottobre) 1917 ospitò la riunione clandestina del Comitato centrale in cui Lenin, Sverdlov, Stalin, Dzeržinskij, Trockij, Urickij, Kollontaj, Bubnov, Sokol'nikov e Oppokov, con il voto contrario di Zinov'ev e Kamenev, decisero l'insurrezione che due settimane dopo avrebbe dato il potere ai bolscevichi. Il 26 ottobre (8 novembre) assistette nell'Istituto Smol'nyj al II Congresso dei soviet nel quale, lui contrario, menscevichi e socialrivoluzionari abbandonarono il soviet lasciando libero campo all'iniziativa dei bolscevichi.
Confermato membro del Comitato esecutivo del soviet, criticò la politica del governo, si dichiarò contrario alla pace con la Germania e scettico sulla durata dell'esperienza bolscevica. Nel giugno del 1918 fu espulso dal Comitato esecutivo con gli altri menscevichi e i socialisti rivoluzionari di destra. Chiusa la « Novaja Žizn' », Suchanov cominciò a scrivere la sua opera più significativa, le Cronache della Rivoluzione (Zapiski o revoljucii), le sue memorie sugli eventi intercorsi dal febbraio all'ottobre del 1917, pubblicate in Russia dal 1922 al 1923.
Dal novembre del 1920, con la vittoria dell'Armata rossa nella guerra civile, la stabilizzazione del nuovo potere e l'instaurazione della Nuova Politica Economica (NEP). Suchanov rivide le sue posizioni. Ruppe con i menscevichi, s'iscrisse al Partito Comunista Tedesco - ma la sua richiesta di aderire al Partito Comunista dell'Unione Sovietica nel dicembre del 1923 fu respinta - lavorò nell'Istituto governativo del commercio estero, nell'Istituto di Economia e politica agraria ed entrò a far parte dell'Accademia comunista di Scienze sociali.
Nel 1928 Stalin, ormai capo incontrastato dell'Unione Sovietica, abbandonò la NEP per una politica d'industrializzazione forzata a cui Suchanov si oppose, vedendovi una penalizzazione dell'economia agricola. Arrestato il 20 luglio 1930 con l'accusa di attività controrivoluzionaria, fu condannato a dieci anni di prigione da scontare negli Urali. Nel 1935 la pena gli fu commutata nel confino a Tobol'sk, dove lavorò come economista e insegnante di tedesco. Nuovamente arrestato il 19 settembre 1937 con la falsa accusa di spionaggio a favore della Germania, il 29 giugno 1940 fu condannato a morte dal Tribunale militare di Omsk e fucilato. Fu riabilitato nel 1992.

## Scritti
- Cronache della rivoluzione russa, Roma, Editori Riuniti, 1967